# 巴塔體育場
巴塔體育場（西班牙語：Estadio de Bata）是一座為於赤道幾內亞巴塔的綜合體育場。本體育場原先可容納22000人，經擴建後可容納37500人。是2012年非洲國家盃比賽場館之一，非洲國家盃的開幕式與準決賽都於此舉行。2008年非洲女子足球錦標賽也曾於此舉行賽事。巴塔體育場是赤道几内亚最大城市中最大的体育场。